# Runenknochen von der Unterweser

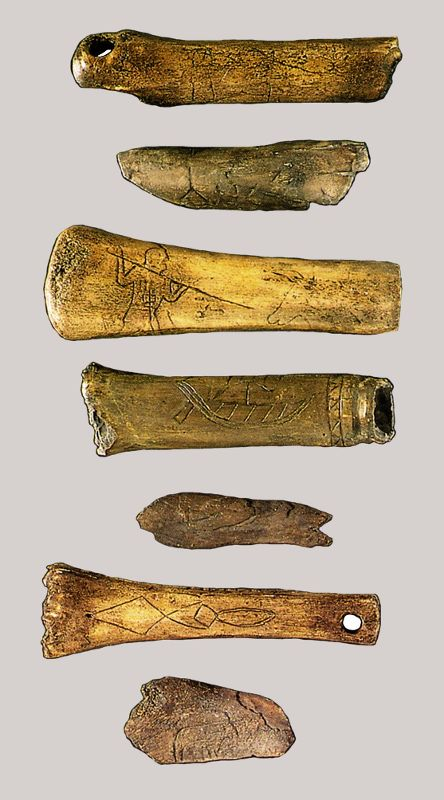
Originale und gefälschte Weserknochen, original sind von oben der zweite, der dritte, der vierte und der sechste Knochen

Die Runenknochen von der Unterweser sind eine Gruppe von Artefakten aus Knochen mit Runeninschriften. Sie wurden Anfang des 20. Jahrhunderts im niedersächsischen Unterweserraum, der zum altsächsischen Siedlungsgebiet zählt, gefunden. Sie stammen vermutlich aus dem 5. Jahrhundert n. Chr. und sind für die Erforschung der frühgermanischen Schrift- und Sprachkultur von großer Bedeutung. Die Runen sind im älteren Futhark geschrieben und weisen einige einzigartige Anomalien auf, die auf römischen Einfluss schließen lassen. Die Runenknochen werden im Landesmuseum Natur und Mensch Oldenburg ausgestellt.

## Fundgeschichte
1927 fand der Bademeister Ludwig Ahrens in der Weser Knochen mit eingeritzten Runen und Zeichnungen und verkaufte sieben davon an das Oldenburger Museum. 1928 wurden die „Weserrunenknochen“ auf archäologischen Tagungen vorgestellt. Doch schon bald kamen Zweifel an ihrer Echtheit auf, denn es war unwahrscheinlich, dass ein Einzelner so viele wertvolle Knochen auf einmal finden konnte. Der damalige Museumsdirektor Hugo von Buttel-Reepen hielt die Knochen jedoch für echt und veröffentlichte die Funde trotz Kritik. In den 1980er Jahren wurden die Knochen durch den forensischen Archäologen und Runenforscher Peter Pieper mit modernen kriminalistischen und forensischen Methoden erneut untersucht. Pieper stellte fest, dass es sich bei einigen der Gravuren um moderne Fälschungen handelte, da die Gravuren in einigen Fällen die natürlichen Alterserscheinungen der Knochen überdeckten. Nur Knochen mit eingeritzten Runen erwiesen sich als echt. Der Fälscher Ludwig Ahrens kopierte nur die Zeichnungen und ritzte sie selbst in die Knochen. Da er vermutlich keine Kenntnisse der Runenschrift besaß, fertigte er nur Kopien der Zeichnungen an. 2021 bestätigten neuere Untersuchungen die Ergebnisse von Pieper.

## Sprache, Inschriften und ihre Interpretation

### Sprache

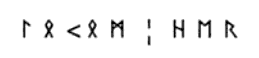
Nr. 4990

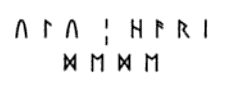
Nr. 4991

Die Sprache auf den Knochen ist germanisch, wahrscheinlich Nordseegermanisch und eine frühe Form des Altsächsischen. Die charakteristischen Sprachkennzeichen des sächsischen sind jedoch noch nicht ausgebildet.

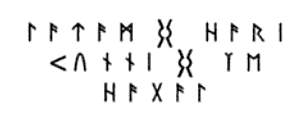
Nr. 4988

#### Übersetzung nach Peter Pieper
Nach der Übersetzung des Runenforschers Peter Pieper handelt es sich um einen Schadenszauber gegen ein römisches Handelsschiff. Er deutet das alleinstehende Zeichen nicht als Worttrenner, sondern als Ingwaz-Rune, ähnlich der aus dem angelsächsischen Futhorc. Er übersetzt die Inschrift wie folgt:
| Fundnummer | Inschrift          | Deutung |
| ---------- | ------------------ | --- |
| Nr. 4990   | lokom : her        | Schauen wir hier[her]! (Bezogen auf das römische Handelsschiff, das sich auf einer Abbildung auf den Knochen finden lässt) |
| Nr. 4988   | latam : ing : hari | Lassen wir, Inghari (Eigenname)                                                                                            |
| Nr. 4988   | kunni : ing : we   | [aus dem] Geschlecht Ingwe (Siehe Gott: Yngvi)                                                                             |
| Nr. 4988   | hagal              | Hagel! (Sinngemäß: Verderben)                                                                                              |
| Nr. 4991   | ulu : hari         | Uluhari (Eigenname) |
| Nr. 4991   | dede               | tat/führte aus |

Dabei haben sich „lokom here“ und „dede“ als „look here“ und „did“ laut Pieper im englischen bis heute erhalten.
Sinngemäß: Schauen wir hier auf das Schiff der Römer! Lassen wir Inghari aus dem Geschlecht von Yngvi Schaden anrichten

#### Übersetzungen nach Elmer H. Antonsen
Der Runenforscher Elmer H. Antonsen liest auch einen Schadenszauber. Er kommt jedoch zu dem Schluss, dass die stilisierten Ingwaz-Zeichen nicht zum Verständnis des Textes beitragen und der Inhalt der Inschrift auch ohne die scheinbare Ingwaz-Rune wiedergegeben und verstanden werden kann. Er interpretiert die Knochen wie folgt:
| Fundnummer | Inschrift   | Deutung |
| ---------- | ----------- | --- |
| Nr. 4990   | lokom : her | Schauen wir hier[her]! (Bezogen auf das römische Handelsschiff, das sich auf einer Abbildung auf den Knochen finden lässt) |
| Nr. 4988   | latam       | Lass unser |
| Nr. 4988   | hari        | Heer/Armee |
| Nr. 4988   | kunni       | Sippschaft (Also Sippenarmee)                                                                                              |
| Nr. 4988   | we hagal    | wir Hagel! (Sinngemäß: Verderben)                                                                                          |
| Nr. 4991   | ulu : hari  | Uluhari (Eigenname) |
| Nr. 4991   | dede        | tat/führte aus |

Sinngemäß: Schauen wir hier auf das Schiff der Römer! Lass unser Sippenheer Schaden anrichten. Uluharai führte aus.

### Besonderheiten
In den Inschriften findet sich die Zeichenabfolge „kunni“, also eine Doppelung von Konsonanten, die in der traditionellen Runenschrift höchst ungewöhnlich, in der lateinischen Schreibweise aber üblich ist. Diese Besonderheiten deuten darauf hin, dass der Schreiber mit der lateinischen Sprache und Schrift vertraut war. Diese Abweichungen von den traditionellen runischen Schreibregeln könnten durch den Kontakt mit der lateinischen Schrift erklärt werden. Möglicherweise war der Schreiber mit lateinischen Schreibgewohnheiten vertraut und hat diese in seine runische Schreibpraxis integriert. Einige Sachsen könnten sowohl germanisch als auch Latein gesprochen und geschrieben haben, was zu einer Vermischung der Schrifttraditionen führte.

### Ingwäonen-Hypothese
Interessant an diesem Fund ist auch, dass hier, wenn die Übersetzung von Piper stimmt, durch den Bezug zu dem Gott Yngvi ein Bezug zu den Ingwäonen hergestellt wird, was die Theorie von Elmar Seebold unterstützt, dass die Sachsen von der Kimbrischen Halbinsel kamen.